# Geotrygon
Geotrygon is een geslacht van de vogelfamilie der Columbidae (Duiven). Het geslacht telt negen soorten.

## Soorten
- Geotrygon caniceps – Grijskopkwartelduif
- Geotrygon chrysia – Cubaanse kwartelduif
- Geotrygon leucometopia – Witvoorhoofdkwartelduif
- Geotrygon montana – Bergkwartelduif
- Geotrygon mystacea – Grote kwartelduif
- Geotrygon purpurata – Blauwkruinkwartelduif
- Geotrygon saphirina – Saffierkwartelduif
- Geotrygon versicolor – Kuifkwartelduif
- Geotrygon violacea – Bisschopskwartelduif